# Manzing (Gemeinde Altlengbach)
Manzing ist eine Ortschaft in der Marktgemeinde Altlengbach im Bezirk St. Pölten-Land, Niederösterreich.

## Geografie
Die Ortschaft befindet sich östlich von St. Pölten in den Niederösterreichischen Voralpen und am westlichen Ende des Wienerwaldes. Am 1. Jänner 2024 zählte die Ortschaft 6 Einwohner.

## Geschichte
Laut Adressbuch von Österreich war im Jahr 1938 in Manzing ein großer landwirtschaftlicher Betrieb ansässig, nämlich die Gutsverwaltung Tannenmühle.